# Bordeaux Harbour
Ne doit pas être confondu avec Port de Bordeaux.
Pour les articles homonymes, voir Bordeaux (homonymie).

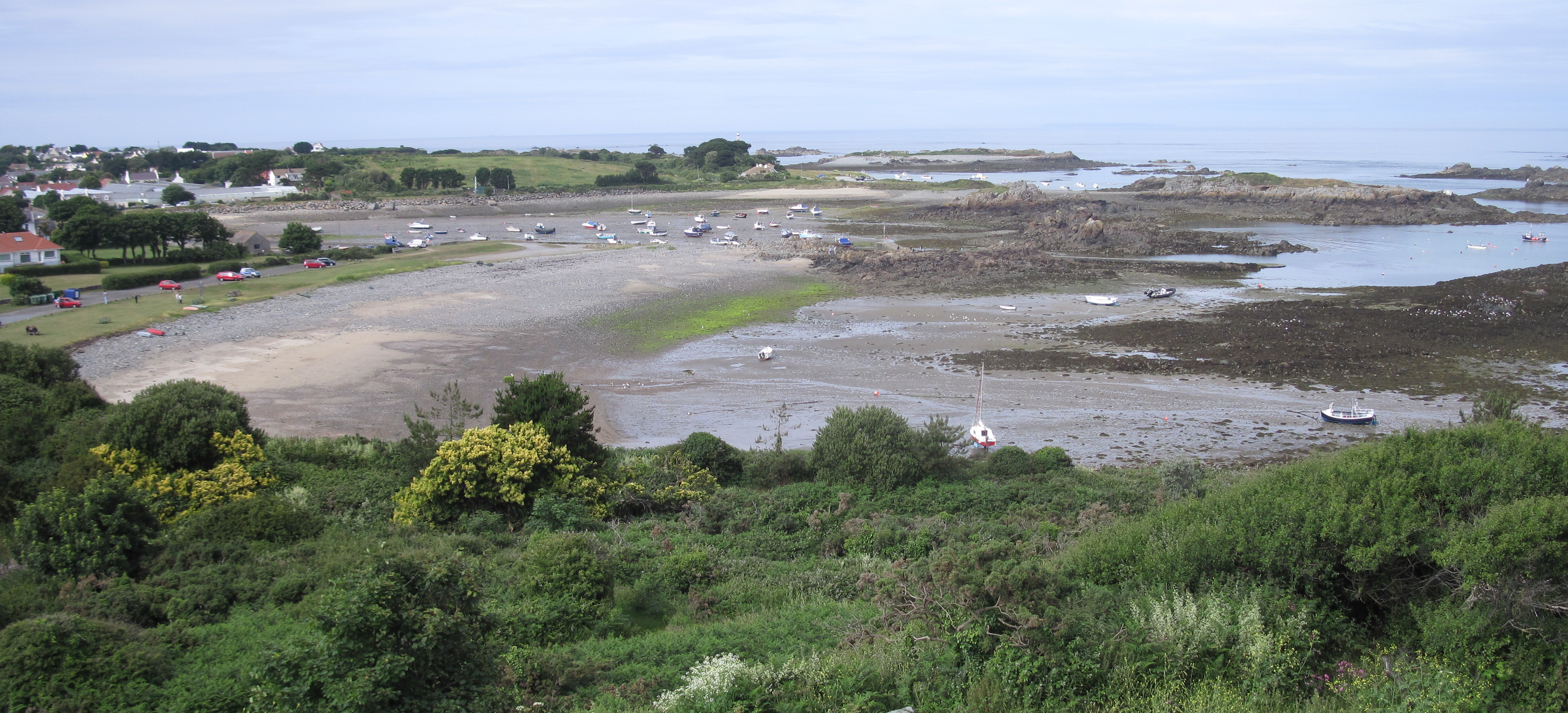
Vue de Bordeaux Harbour et de sa baie, à marée basse, depuis le château du Valle.

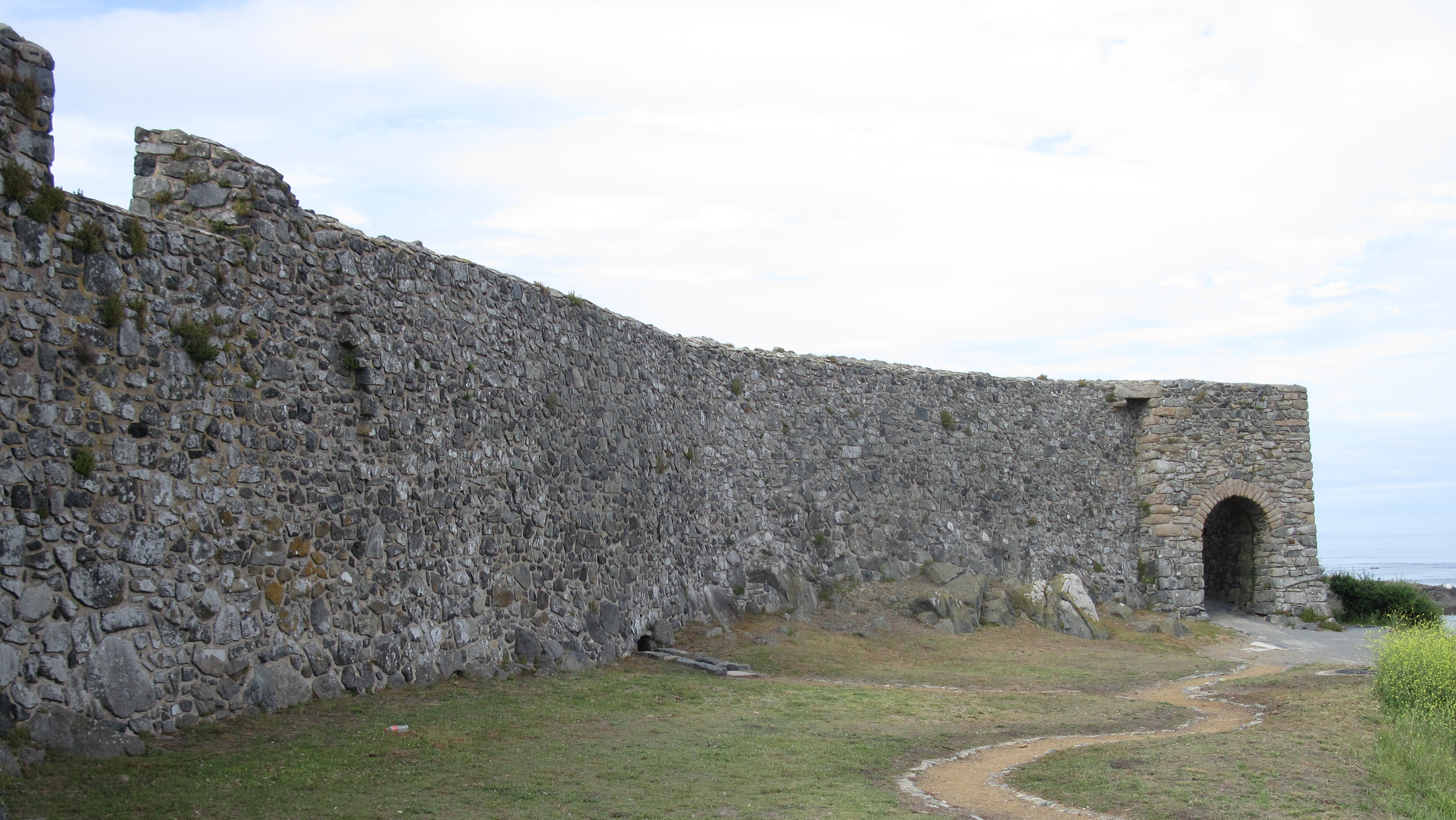
Le château du Valle qui s'élève au sommet de la colline qui domine Bordeaux Harbour et sa baie.

Bordeaux Harbour est un ancien port de pêche situé au fond de la "baie de Bordeaux" (Bordeaux Bay) dans la paroisse du Valle au nord-est de l'île de Guernesey.

## Présentation
Bordeaux Harbour est niché au fond de la petite baie de Bordeaux qui s'ouvre sur la mer face à l'île de Herm. La toponymie du nom de Bordeaux vient du nom du quartier de la paroisse du Valle, situé à côté de celui de L'Ancresse connu pour son dolmen gravé. Bordeaux Harbour et sa baie sont dominés par l'imposant château du Valle qui offre un panorama général qui s'étend jusqu'aux îles de Herm, d'Aurigny et de Sercq.
Le port de Bordeaux Harbour présente une unique jetée. L'ancienne activité de pêcherie a laissé la place à la navigation de plaisance. Les bateaux reposent à marée basse en grande partie sur la grève qui entoure cette baie de Bordeaux et sur laquelle ils sont amarrés.
L'activité portuaire s'est déplacée juste au sud de la baie de Bordeaux, sur la paroisse voisine de Saint-Samson qui possède le second port en importance pour son activité portuaire de toute l'île Anglo-Normande de Guernesey après celui de Saint-Pierre-Port.

## Liens externes

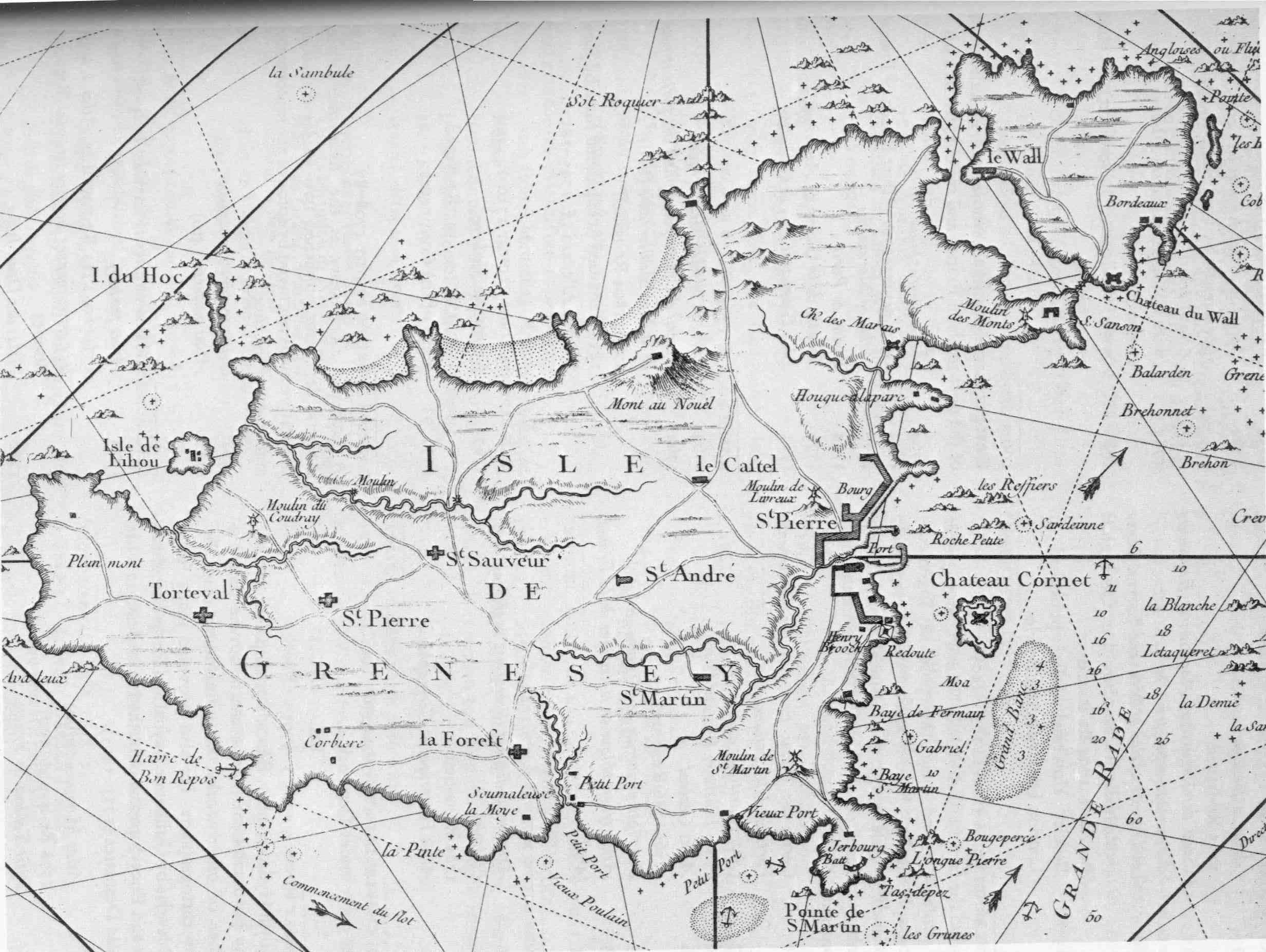
Localisation du lieu-dit "Bordeaux" sur une carte de Guernesey de 1757.